# Barania Góra (Wyżyna Olkuska)
Barania Góra – wzgórze o wysokości 385,67 m n.p.m. na Wyżynie Olkuskiej, w pobliżu granicy Dłubniańskiego Parku Krajobrazowego. Pod względem administracyjnym należy do wsi Sobiesęki w województwie małopolskim w powiecie krakowskim, w gminie Skała.